# پداکوویروس
پداکوویروس (نام علمی: Pedacovirus) نام یک زیرسرده از سرده آلفاکروناویروس است.